# Valquírias

The Valkyrie's Vigil (A vigília da valquíria, do pintor pré-rafaelita Edward Robert Hughes.

As valquírias ou valkirias (nórdico antigo: valkyrja, lit. "a que escolhe os mortos"), na mitologia nórdica, são dísir, deidades femininas menores que serviam Odin sob as ordens de Freya. O seu propósito era eleger os mais heróicos guerreiros mortos em batalha e conduzi-los ao salão dos mortos, Valhalla, regido por Odin, onde se convertiriam em einherjar. A escolha servia metade daqueles que morriam em batalha (a outra metade seguia para o campo de Freyja, na vida após a morte, denominado Fólkvangr). Odín precisava de guerreiros para que lutassem a seu lado na batalha do fim do mundo, Ragnarök. A sua residência habitual era Vingólf, situado próximo de Valhalla. O dito salão contava com quinhentas e quarenta portas por onde entravam os heróis derrotados para que as guerreiras os curassem, deleitando-se com a sua beleza e onde também "serviam hidromel e cuidavam da louça de barro e vasilhas para beber". Estas surgem também como amantes de heróis e outros mortais, em que, por vezes, são descritas como filhas da realeza, ocasionalmente acompanhadas por corvos, e de vez em quando incorporadas a cisnes ou cavalos.
Parece, no entanto, que não existia uma distinção muito clara entre as valquírias e nornas. De fato, Skuld é tanto uma valquíria como uma norna e em Darraðarljóð (líneas 1-52), as valquírias tecem as redes da guerra. 
As valquírias são mencionadas em Edda em verso, um livro de poemas compilado no século XIII a partir de fontes históricas; a Edda em prosa e Heimskringla (de Snorri Sturluson), e na saga de Njáls, uma saga islandesa, todas escritas no século XIII. As valquírias surgem em toda a poesia escáldica, no encanto do século XIV, e em várias inscrições rúnicas. Segundo a Edda em prosa (Gylfaginning 35), "Odin nomeia valquírias para todas as batalhas. Estas atribuem a morte aos homens e comandam a vitória. Gunnr e Róta [duas valquírias] e a norna mais jovem, chamada Skuld, sempre cavalgavam para eleger quem deveria morrer e para chefiar as matanças.
Outrossim, a liberdade poética permitiu que o termo 'valquíria' se aplicasse também a mulheres mortais na poesia nórdica antiga, ou transcrevendo Skáldskaparmál de Snorri Sturluson no que diz respeito à utilização de vários termos empregues para caracterizar as mulheres, 'as mulheres são também chamadas metafóricamente pelos nomes das Ásynjur ou das valquírias, ou ainda das nornas.'
Os cognatos do inglês antigo wælcyrge e wælcyrie surgem em vários manuscritos antigos ingleses, e estudiosos têm explorado a possibilidade de os termos aparecerem a inglês antigo por influência nórdica, ou por refletir uma tradição também nativa entre os pagãos anglo-saxões. Teorias académicas têm sido elaboradas propondo uma relação entre as valquírias, as nornas, as dísir, as seiðkona e as donzelas escudeiras, no qual todas menos as últimas são descritas como figuras sobrenaturais associadas com o destino. Escavações arqueológicas por toda a Escandinávia revelaram amuletos de teoricamente representam as valquírias. Na cultura moderna, valquírias têm sido objeto de obras de arte, obras musicais, videojogos e poesia.
| “ | (...) a figura da Valquíria: ela é matadora de homens – em qualidade de mensageira de Odin, é bem verdade, e de executante das suas sentenças – mas é, ao mesmo tempo, uma sedutora: não há quem resista aos seus encantos propriamente mágicos | ” |
|   | — Régis Boyer, Mulheres viris, 1997b.. |   |

## Etimologia

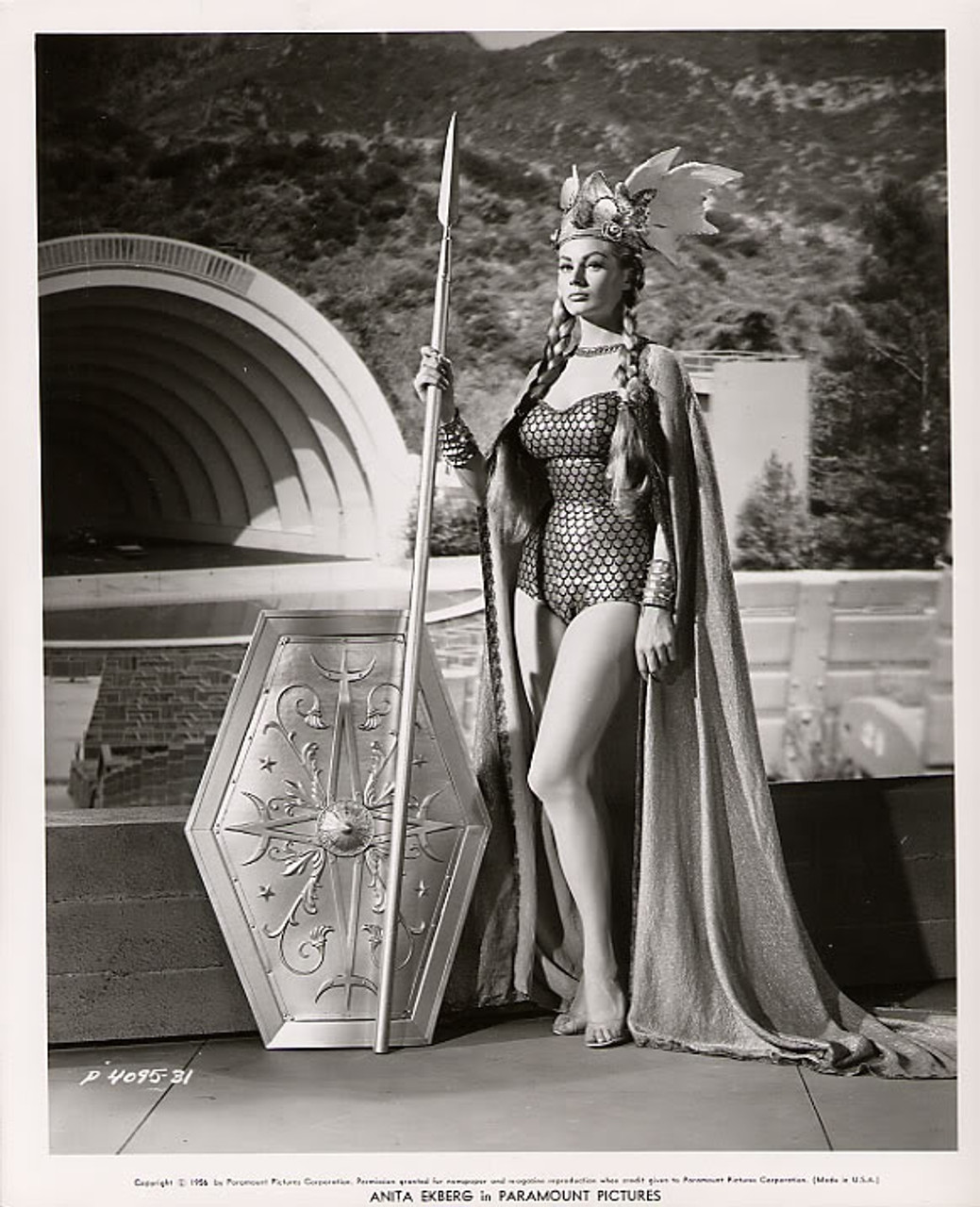
Anita Ekberg posa como a valquíria guardiã do Sagrado Jarro de Hidromel.

A palavra valquíria deriva do nórdico antigo valkyrja (plural valkyrjur), que é composta por duas palavras; o substantivo valr (que se refere aos mortos em batalha) e o verbo kjósa (que significa "escolher"). Juntos, significam "escolher os mortos". O nórdico antigo valkyrja é um cognato do inglês antigo wælcyrge. Outros termos para valquírias incluem óskmey (nórdico antigo "serva desejada"), surgem no poema Oddrúnargrátr e  Óðins meyjar (nórdico antigo "serva de Odin"), aparece em Nafnaþulur. Óskmey talvez esteja relacionado com o nome de Odin Óski (nórdico antigo, que significa aprox. "desejo do ocumpridor"), referindo-se ao facto de Odin acolher guerreiros mortos em Valhalla.

## Manuscritos
As valquírias são mencionadas ou descritas em várias fontes mitológicas da Escandinávia Medieval, especialmente em poemas éddicos como Hárbarðsljóð, Helgakviða I, II e III, e Grotassöngr; poemas escáldicos como
Hákonarmál; poemas éddico-escáldicos como Darraðarljóð; e sagas lendárias como são exemplo Völsunga saga e Hjálmþés saga ok Ölvis, dos quais os historiadores das religiões germânicas ou eslavas dispõem e cujo vasto referencial culturalista permite o atual entendimento das motivações sociais e históricas na formação destes modelos míticos marciais — as valquírias.

### Edda em verso
As valquírias são mencionadas nos poemas da Edda poética: Völuspá, Grímnismál, Völundarkviða, Helgakviða Hjörvarðssonar, Helgakviða Hundingsbana I, Helgakviða Hundingsbana II e Sigrdrífumál. 

#### VöluspáeGrímnismál

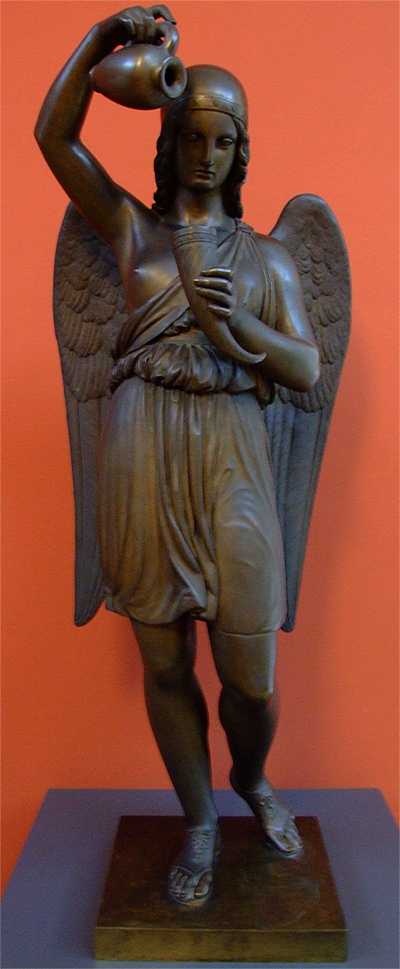
"Valquíria" (1834-1835) de HW Bissen (1798-1868), exposta na Gliptoteca Ny Carlsberg, Copenhaga, Dinamarca.

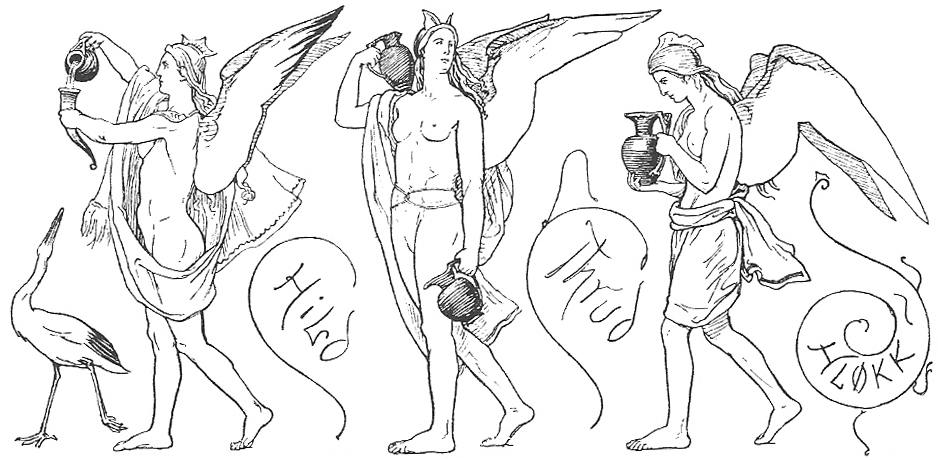
As valquírias Hildr, Þrúðr e Hlökk transportando cerveja em Valhalla, (1895) por Lorenz Frølich.

Na trigésima estrofe do poema Völuspá, é descrito que uma völva (uma viandante profetisa da sociedade germânica) informa a Odin ter visto valquírias vindo dos mais longínquos lugares prontas para cavalgar com os seus fogosos corceis "as fileiras dos deuses" em direção ao povo dos Godos. A völva adianta-se com a enumeração de um elenco de seis valquírias, cujos nomes são Skuld (nórdico antigo, termo que possivelmente significa "débito" ou "futuro") que segura um escudo, Skögul ("shaker") outro, Gunnr ("guerra"), Hildr ("batalha"), Göndul ("bastão mágico") e Geirskögul ("lança-Skögul"). A völva revela a Odin que tem já listadas as donzelas de Herjan, "valquírias prontas para cavalgar sobre a terra.".

#### Völundarkviða

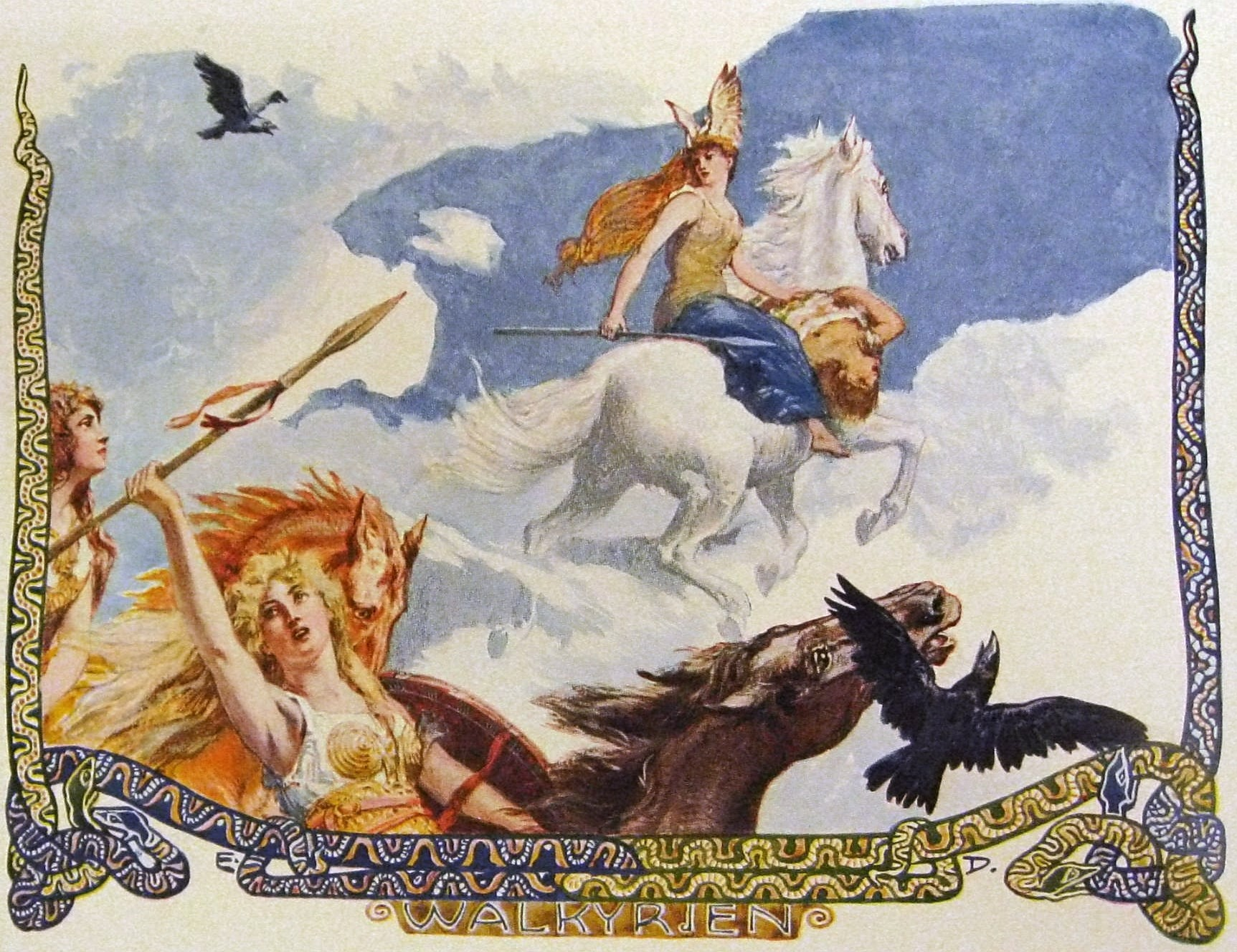
Walkyrien (c. 1905) por Emil Doepler

Uma introdução em prosa no poema Völundarkviða relata que os irmãos Slagfiðr, Egil e Völund viviam numa casa situada num local chamado Úlfdalir ("vales dos lobos"). Aí, numa manhã bem cedo, os irmãos encontram três mulheres a fiar linho na margem do lago Úlfsjár ("lago dos lobos"), e "perto delas estavam as suas vestimentas de cisne; eram valquírias". Duas filhas do Rei Hlödvér são chamadas Hlaðguðr svanhvít ("branco-cisne") e Hervör alvitr (possivelmente significando "omnisciente" ou "criatura estranha"); a terceira, filha de Kjárr de Valland, é chamada Ölrún (possivelmente significando a "runa de cerveja"). Os irmãos levam as três mulheres de volta para o seu salão com eles: Egil leva Ölrún, Slagfiðr leva Hlaðguðr svanhvít e Völund leva Hervör alvitr. Vivem juntos durante sete invernos, até que as mulheres voam para uma batalha e não regressam. Egil sai com raquetes de neve para procurar Ölrún, Slagfiðr vai procurar Hlaðguðr svanhvít e Völund fica em Úlfdalir. 

#### Helgakviða Hjörvarðssonar

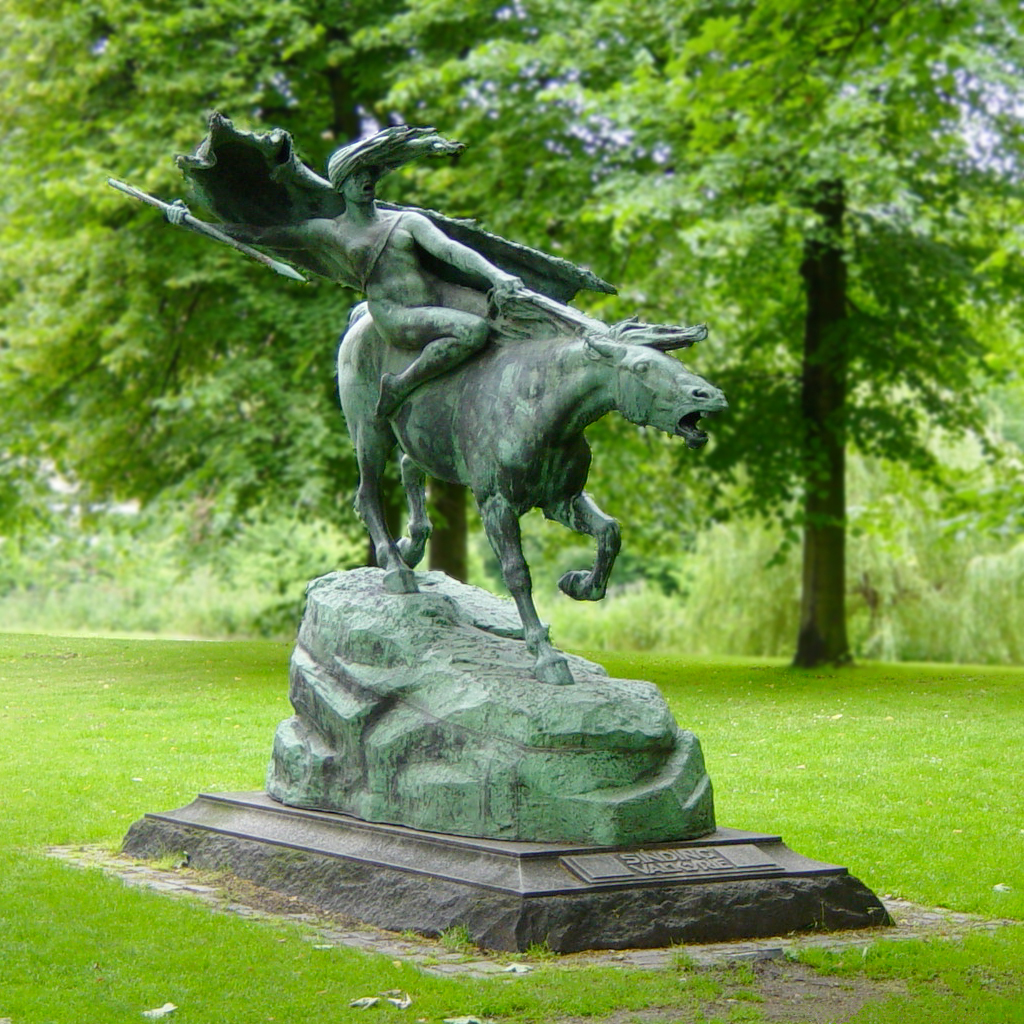
Valquíria (1908) de Stephan Sinding localizado em Churchill Park em Kastellet em Copenhaga, Dinamarca

No poema Helgakviða Hjörvarðssonar, a narrativa em prosa conta que um jovem sem nome e calado, filho do rei norueguês Hjörvarðr e de Sigrlinn de Sváfaland, testemunha nove valquírias a cavalgar enquanto estava sentado num túmulo. Considera uma delas particularmente marcante; Esta valquíria é posteriormente detalhada numa narrativa em prosa como Sváva, filha do Rei Eylimi, que "uma vez o protegeu em batalha". A Valquíria fala com o homem sem nome e dá-lhe o nome de Helgi (que significa "o sagrado"). O outrora calado Helgi fala; e refere-se à valquíria como "senhora de rosto brilhante" e pergunta-lhe que presente receberá com o nome que ela lhe concedeu, mas não aceitará se não a puder ter também. A valquíria conta-lhe que conhece um poço de espadas em Sigarsholm, e que um deles é de particular importância, descrevendo-o pormenorizadamente.  Mais tarde no poema, Atli voa com a mulher jötunn Hrímgerðr. Enquanto voava com Atli, Hrímgerðr diz que viu 27 valquírias a rodear Helgi, mas uma valquíria em particular liderou o bando com justiça:

Três vezes nove raparigas, mas uma rapariga vira-se para a frente,

de pele branca sob o capacete;

os cavalos tremiam, das suas crinas

orvalho caiu nos vales profundos,

granizo nas florestas altas;

a boa fortuna chega aos homens de lá;

tudo o que via era odioso para mim.
Depois de Hrímgerðr regressar à pedra ao amanhecer, continua uma narrativa em prosa em que Helgi, que é agora rei, vai ter com o pai de Sváva, o rei Eylimi, e pergunta pela sua filha. Helgi e Sváva estão noivos e amam-se profundamente. Sváva fica em casa com o Rei Eylimi, e Helgi começa, e a narrativa acrescenta que Sváva "era uma valquíria como antes".  O poema continua e, entre vários outros acontecimentos, Helgi morre devido a um ferimento recebido em batalha. Uma narrativa no final do poema diz que Helgi e a sua mulher valquíria Sváva "são considerados reencarnações".